# Dyskografia Pastory Soler
Dyskografia Pastory Soler – hiszpańskiej piosenkarki, składa się z jedenastu albumów studyjnych, jednego albumu koncertowego, dwóch albumów kompilacyjnych, jednego minialbumu, czterdziestu dwóch singli oraz dziewiętnastu teledysków.
Pastora Soler zadebiutowała na rynku fonograficznym w 1994 roku albumem studyjnym Nuestras coplas. Dwa lata później ukazał się jej drugi album – El mundo que soñé. Przełomem w jej karierze okazała się wydana w 1999 roku płyta Fuente de luna, która za sprzedaż zdobyła status platynowej. Jej dwa kolejne wydawnictwa: Corazón congelado (2001) i Deseo (2002) powtórzyły ten sukces również uzyskując platynowy certyfikat. W 2005 roku artystka wydała płytę sygnowaną swoim pseudonimem – Pastora Soler, która znalazła się na 17. miejscu na liście najlepiej sprzedających się albumów w Hiszpanii, a za sprzedaż przyznano jej certyfikat złotej. Wydane w przeciągu kolejnych czterech lat albumy piosenkarki: Toda mi verdad (2007) oraz Bendita locura (2009) także zdobyły certyfikaty złotej płyty. W 2011 roku wokalistka wydała płytę Una mujer como yo, która dotarła do 3. miejsca na oficjalnej hiszpańskiej liście sprzedaży. Dwa lata później ukazał się dziesiąty album studyjny piosenkarki – Conóceme, notowany na 2. miejscu listy najlepiej sprzedających się albumów w Hiszpanii. W 2017 roku został wydany kolejny album artystki zatytułowany La calma, który znalazł się na 1. miejscu na oficjalnej hiszpańskiej liście sprzedaży.
W sumie trzy albumy artystki otrzymały certyfikat platynowej płyty, a cztery złotej.

## Albumy studyjne
| Rok                                                     | Dane dot. albumu                                                                                                | Najwyższe pozycje na liście | Certyfikat             |
| Rok                                                     | Dane dot. albumu                                                                                                | SPA                         | Certyfikat             |
| ------------------------------------------------------- | --- | --------------------------- | ---------------------- |
| 1994                                                    | Nuestras coplas - Wydany: 16 września 1994 - Wytwórnia: Polygram - Format: CD, digital download                 | –                           |                        |
| 1996                                                    | El mundo que soñé - Wydany: 1996 - Wytwórnia: Polygram - Format: CD, digital download                           | –                           |                        |
| 1999                                                    | Fuente de luna - Wydany: 1999 - Wytwórnia: Emi-Odeón - Format: CD, digital download                             | –                           | - SPA: platynowa płyta |
| 2001                                                    | Corazón congelado - Wydany: 2001 - Wytwórnia: Emi-Odeón - Format: CD, digital download                          | –                           | - SPA: platynowa płyta |
| 2002                                                    | Deseo - Wydany: 28 października 2002 - Wytwórnia: Emi-Odeón - Format: CD, digital download                      | –                           | - SPA: platynowa płyta |
| 2005                                                    | Pastora Soler - Wydany: 26 kwietnia 2005 - Wytwórnia: Warner Music Spain - Format: CD, digital download         | 17                          | - SPA: złota płyta     |
| 2007                                                    | Toda mi verdad - Wydany: 5 czerwca 2007 - Wytwórnia: Warner Music Spain - Format: CD, digital download          | 13                          | - SPA: złota płyta     |
| 2009                                                    | Bendita locura - Wydany: 21 kwietnia 2009 - Wytwórnia: Warner Music Spain - Format: CD, digital download        | 8                           | - SPA: złota płyta     |
| 2011                                                    | Una mujer como yo - Wydany: 18 października 2011 - Wytwórnia: Warner Music Spain - Format: CD, digital download | 3                           |                        |
| 2013                                                    | Conóceme - Wydany: 10 września 2013 - Wytwórnia: Warner Music Spain - Format: CD, digital download              | 2                           |                        |
| 2017                                                    | La calma - Wydany: 15 września 2017 - Wytwórnia: Warner Music Spain - Format: CD, digital download              | 1                           |                        |
| „–” oznacza, że album nie był notowany na danej liście. | |                             |                        |

## Albumy koncertowe
| Rok  | Dane dot. albumu                                                                                      | Najwyższa pozycja na liście |
| Rok  | Dane dot. albumu                                                                                      | SPA                         |
| ---- | --- | --------------------------- |
| 2010 | 15 años - Wydany: 7 września 2010 - Wytwórnia: Warner Music Spain - Format: CD, DVD, digital download | 9                           |

## Albumy kompilacyjne
| Rok                                                     | Dane dot. albumu                                                                                | Najwyższa pozycja na liście | Certyfikat         |
| Rok                                                     | Dane dot. albumu                                                                                | SPA                         | Certyfikat         |
| ------------------------------------------------------- | ----------------------------------------------------------------------------------------------- | --------------------------- | ------------------ |
| 2005                                                    | Sus grandes éxitos - Wydany: 9 maja 2005 - Wytwórnia: Emi-Odeón - Format: CD, digital download  | –                           | - SPA: złota płyta |
| 2014                                                    | 20 - Wydany: 9 grudnia 2014 - Wytwórnia: Warner Music Spain - Format: CD, DVD, digital download | 28                          |                    |
| „–” oznacza, że album nie był notowany na danej liście. |                                                                                                 |                             |                    |

## EP
| Rok  | Dane dot. albumu                                                                                        |
| ---- | --- |
| 2012 | Especial Eurovisión - Wydany: 28 lutego 2012 - Wytwórnia: Warner Music Spain - Format: digital download |

## Reedycje
| Rok  | Dane dot. albumu |
| ---- | --- |
| 2006 | Pastora Soler Edición Especial - Wydany: 18 kwietnia 2006 - Wytwórnia: Warner Music Spain - Format: CD, digital download     |
| 2012 | Una mujer como yo: Versión Eurovisión - Wydany: 27 marca 2012 - Wytwórnia: Warner Music Spain - Format: CD, digital download |

## Single
| Rok                                                      | Tytuł                                                     | Najwyższe pozycje na listach | Najwyższe pozycje na listach | Album                          |
| Rok                                                      | Tytuł                                                     | SPA                          | BEL                          | Album                          |
| -------------------------------------------------------- | --------------------------------------------------------- | ---------------------------- | ---------------------------- | ------------------------------ |
| 1988                                                     | „Gracias madre”                                           | –                            | –                            | –                              |
| 1994                                                     | „Triniá”                                                  | –                            | –                            | Nuestras coplas                |
| 1994                                                     | „Romance de la reina Mercedes”                            | –                            | –                            | Nuestras coplas                |
| 1995                                                     | „Capote de grana y oro”                                   | –                            | –                            | Nuestras coplas                |
| 1995                                                     | „La flor de los cantes”                                   | –                            | –                            | Nuestras coplas                |
| 1996                                                     | „Lento amanecer”                                          | –                            | –                            | El mundo que soñé              |
| 1996                                                     | „Cómo sabré”                                              | –                            | –                            | El mundo que soñé              |
| 1996                                                     | „Sike noke”                                               | –                            | –                            | El mundo que soñé              |
| 1999                                                     | „Dámelo ya”                                               | –                            | –                            | Fuente de luna                 |
| 1999                                                     | „La brisa”                                                | –                            | –                            | Fuente de luna                 |
| 2000                                                     | „Diki diki”                                               | –                            | –                            | Fuente de luna                 |
| 2000                                                     | „Sólo por amarte”                                         | –                            | –                            | Fuente de luna                 |
| 2001                                                     | „En mi solédad”                                           | –                            | –                            | Corazón congelado              |
| 2001                                                     | „Corazón congelado”                                       | –                            | –                            | Corazón congelado              |
| 2001                                                     | „Ven a mí”                                                | –                            | –                            | Corazón congelado              |
| 2001                                                     | „Otra ocupa mi lugar”                                     | –                            | –                            | Corazón congelado              |
| 2001                                                     | „Ese niño es de verdad”                                   | –                            | –                            | –                              |
| 2002                                                     | „Guerra fría”                                             | –                            | –                            | Deseo                          |
| 2002                                                     | „Herida”                                                  | –                            | –                            | Deseo                          |
| 2003                                                     | „Se me va la vida”                                        | –                            | –                            | Deseo                          |
| 2003                                                     | „Café, café”                                              | –                            | –                            | Deseo                          |
| 2005                                                     | „Solo tú”                                                 | –                            | –                            | Pastora Soler                  |
| 2005                                                     | „Flor de romero”                                          | –                            | –                            | Pastora Soler                  |
| 2007                                                     | „Quién”                                                   | –                            | –                            | Toda mi verdad                 |
| 2007                                                     | „Qué va a ser de mí”                                      | –                            | –                            | Toda mi verdad                 |
| 2008                                                     | „Por si volvieras”                                        | –                            | –                            | Toda mi verdad                 |
| 2009                                                     | „Bendita locura”                                          | 34                           | –                            | Bendita locura                 |
| 2009                                                     | „Esta vez quiero ser yo” (i Manuel Carrasco)              | –                            | –                            | Bendita locura                 |
| 2009                                                     | „Esta vez quiero ser yo”                                  | –                            | –                            | Bendita locura                 |
| 2010                                                     | „Himno de Andalucía” (oraz David DeMaría i Vanesa Martín) | 1                            | –                            | Andalucía por la humanidad     |
| 2010                                                     | „La mala costumbre”                                       | 27                           | –                            | 15 años                        |
| 2011                                                     | „Demasiado amor”                                          | 23                           | –                            | Una mujer como yo (+ reedycja) |
| 2012                                                     | „Quédate conmigo”                                         | 6                            | 76                           | Una mujer como yo (+ reedycja) |
| 2012                                                     | „Stay With Me”                                            | –                            | –                            | 20                             |
| 2012                                                     | „Vamos” (feat. Vanesa Martín)                             | –                            | –                            | Una mujer como yo (+ reedycja) |
| 2013                                                     | „Te despertaré”                                           | 17                           | –                            | Conóceme                       |
| 2013                                                     | „Espérame”                                                | –                            | –                            | Conóceme                       |
| 2014                                                     | „Vive”                                                    | –                            | –                            | Conóceme                       |
| 2014                                                     | „Con él”                                                  | –                            | –                            | 20                             |
| 2015                                                     | „Un ratito más”                                           | –                            | –                            | –                              |
| 2017                                                     | „La tormenta”                                             | –                            | –                            | La calma                       |
| 2018                                                     | „Ni una más”                                              | –                            | –                            | La calma                       |
| „–” oznacza, że singel nie był notowany na danej liście. |                                                           |                              |                              |                                |

## Soundtracki
| Rok  | Film                            | Utwór                             |
| ---- | ------------------------------- | --------------------------------- |
| 2001 | I Love You Baby                 | „Pa ti, pa ti”                    |
| 2006 | ¿Por qué se frotan las patitas? | „Tu frialdad” (i Raimundo Amador) |
| 2006 | ¿Por qué se frotan las patitas? | „Soy rebelde” (i India Martínez)  |

## Teledyski
| Rok  | Tytuł                                        | Reżyseria         |
| ---- | -------------------------------------------- | ----------------- |
| 1999 | „Dámelo ya”                                  | –                 |
| 2001 | „En mi solédad”                              | –                 |
| 2001 | „Corazón congelado”                          | –                 |
| 2001 | „Ese niño es de verdad”                      | –                 |
| 2002 | „Guerra fría”                                | –                 |
| 2002 | „Herida”                                     | –                 |
| 2003 | „Mi reflejo”                                 | –                 |
| 2005 | „Desafinado”                                 | –                 |
| 2005 | „Solo tú”                                    | –                 |
| 2007 | „Quién”                                      | –                 |
| 2008 | „Por si volvieras”                           | –                 |
| 2009 | „Bendita locura”                             | –                 |
| 2009 | „Esta vez quiero ser yo” (i Manuel Carrasco) | Daniel Etura      |
| 2011 | „Demasiado amor”                             | Daniel Etura      |
| 2012 | „Quédate conmigo”                            | Rafa Sañudo       |
| 2013 | „Te despertaré”                              | Pedro Lazaga      |
| 2014 | „Vive”                                       | Greg A. Sebastian |
| 2017 | „La tormenta”                                | Mario Ruiz        |
| 2018 | „Ni una más”                                 | –                 |